# Frank Giering
Frank Giering (* 23. November 1971 in Magdeburg; † 23. Juni 2010 in Berlin) war ein deutscher Schauspieler.

## Leben

Grab von Frank Giering (2012)

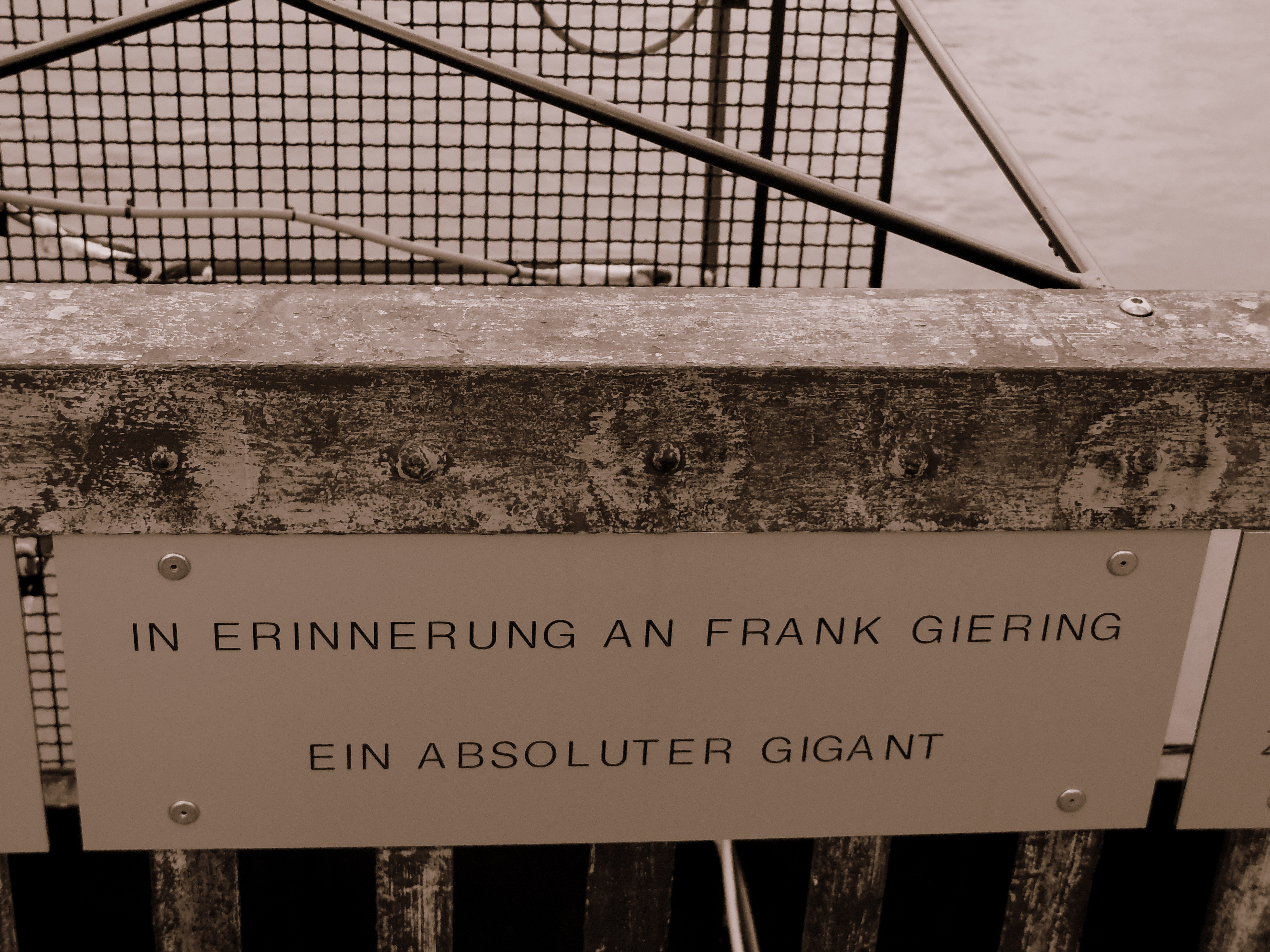
Erinnerungstafel Frank Giering an der Hubbrücke, Magdeburg

Geboren und aufgewachsen in Magdeburg sammelte Giering erste Bühnenerfahrung als Komparse im ehemaligen Maxim-Gorki-Theater Magdeburg. Nach Abitur und Zivildienst begann er zunächst ein Studium an der Westfälischen Schauspielschule Bochum. Nach einem Jahr wechselte er an die Hochschule für Film und Fernsehen „Konrad Wolf“ in Potsdam-Babelsberg. Auch dieses Studium brach er vorzeitig ab, da er die aus seiner Sicht „psychisch und physisch fragwürdigen“ Übungen ablehnte.
In der Spielzeit 1994/1995 spielte er zunächst für eine Saison am Staatstheater Cottbus in einer Inszenierung von Das geheime Tagebuch des Adrian Mole, bevor ihm seine erste Hauptrolle in dem Fernsehspiel Der Verräter (1995) die Gewissheit brachte, dass die Arbeit vor der Kamera seine Zukunft war. Durch seine Rolle des unsicheren Jugendlichen Paul, der auf der Suche nach Anerkennung in die Neonazi-Szene gerät, wurde der österreichische Filmemacher Michael Haneke auf ihn aufmerksam, der ihn anschließend in zwei seiner Filme besetzte, in Das Schloß und  Funny Games (beide 1997). Durch seine Darstellung des psychopathischen, gnadenlosen Killers in Funny Games, seiner ersten Kinohauptrolle, wurde Giering über Nacht bekannt.
Der endgültige Durchbruch gelang Giering schließlich in der Rolle des Floyd in Sebastian Schippers Absolute Giganten (1999), für die er gemeinsam mit Florian Lukas und Antoine Monot Jr. die Auszeichnung als bester Darsteller beim Internationalen Filmfest in Sotschi im Jahr 2000 erhielt.
Giering war seitdem regelmäßig in Kino- und Fernsehfilmproduktionen zu sehen und verlegte sich fast ausschließlich auf die Arbeit vor der Kamera. Nach eigenen Aussagen hatte er im Theater „Schwierigkeiten, einen Raum zu füllen“. Beim Filmen konnte er „Gefühle ausdrücken, die man im Theater höchstens noch in der 1. Reihe sieht“.
Giering war mit zwei Beiträgen auf den Internationalen Filmfestspielen Berlin vertreten, 2002 mit dem Film Baader (2002) in der Rolle des gleichnamigen Anführers der Rote Armee Fraktion, und zwei Jahre später mit Romuald Karmakars Adaption von Jon Fosses Theaterstück Die Nacht singt ihre Lieder über das Ende einer Liebesbeziehung. Beide Filme stießen auf der Berlinale auf teils heftige Ablehnung seitens der Filmkritik.
Aufgrund dieser Erfahrungen zog sich Giering nach 2004 fast komplett vom Film zurück und beschränkte sich weitestgehend auf Fernsehproduktionen, da er sich nach eigenen Aussagen auf dem kleinen Bildschirm weniger angreifbar fühlte.
Von 2006 bis 2010 spielte Giering in der ZDF-Serie Der Kriminalist an der Seite von Christian Berkel die Rolle des Kommissars Henry Weber. Aufgrund seines plötzlichen Todes während der laufenden Dreharbeiten verstarb im weiteren Verlauf auch die Figur des Henry Weber, da ihm die Produktion „kein fiktionales Ende anhängen“ wollte.
Neben der Auszeichnung als bester Darsteller für Absolute Giganten beim Filmfest in Sotschi 2000 war Giering noch zweimal als bester Nebendarsteller nominiert, 2001 für seine Rolle des Nazis Edwin in Gran Paradiso für den Deutschen Filmpreis und für Der Mörder ist unter uns als bester Nebendarsteller für den Deutschen Fernsehpreis 2004.
Giering starb am 23. Juni 2010 im Alter von 38 Jahren in seiner Wohnung in Berlin. Nach Angaben seiner Agentur war die Todesursache eine akute Gallenkolik. Damit wurde Angaben entgegengetreten, er sei an seiner Alkoholsucht gestorben. Am 9. Juli 2010 wurde er auf dem Neustädter Friedhof in Magdeburg-Neue Neustadt beigesetzt.

## Filmografie

### Kinofilme
- 1993: Ebbies Bluff
- 1997: Das Schloß
- 1997: Funny Games
- 1998: Sentimental Education
- 1998: Hundert Jahre Brecht
- 1998: Caipiranha – Vorsicht, bissiger Nachbar!
- 1998: Das merkwürdige Verhalten geschlechtsreifer Großstädter zur Paarungszeit
- 1998: Liebe deine Nächste!
- 1999: Absolute Giganten
- 2000: Kaliber Deluxe
- 2000: Gran Paradiso
- 2000: Der Himmel kann warten
- 2000: Marmor, Stein & Eisen
- 2002: Baader
- 2002: Gangster
- 2003: Dirty Sky
- 2003: Großglocknerliebe
- 2003: Anatomie 2
- 2003: Hierankl
- 2004: Die Nacht singt ihre Lieder
- 2006: Esperanza – Eine traumhafte Odyssee
- 2006: Schwarze Schafe
- 2007: Freigesprochen
- 2010: Jerry Cotton

### Fernsehfilme
- 1995: Der Verräter
- 1996: Die Halbstarken
- 1998: Opernball
- 1998: Und alles wegen Mama
- 2000: Der gerechte Richter
- 2001: Ein mörderischer Plan
- 2001: Clowns
- 2002: Hannas Baby
- 2002: Dienstreise – Was für eine Nacht
- 2003: Der Mörder ist unter uns
- 2004: Klassentreffen
- 2004: Die Kirschenkönigin
- 2004: Die Rosenzüchterin
- 2005: Erinnere dich, wenn du kannst!
- 2005: Die Spielerin
- 2006: Störtebeker
- 2006: Tod einer Freundin
- 2008: Der Tote in der Mauer
- 2009: Keine Angst
- 2009: Die Bremer Stadtmusikanten

### Fernsehserien
- 1994: Polizeiruf 110: Totes Gleis
- 1995: Sommergeschichten (Folge: A la minute)
- 1996: Der König (Folge: Volltreffer)
- 1996: Feuerbach (Folge: Kinderspiele)
- 1996: Max Wolkenstein (Pilotfolge: Gefährlicher Freund)
- 1997: Sophie – Schlauer als die Polizei (Fernsehserie)
- 1997, 2010: Alarm für Cobra 11 (verschiedene Rollen, zwei Folgen)
- 1997: Die Kids von Berlin (Folge: Der verlorene Sohn)
- 1997: Sardsch (Folge: Bis aufs Blut)
- 1998: Wolffs Revier (Folge: Urlaub in den Tod)
- 1998: Tatort: Blick in den Abgrund
- 1998: Der Alte (Folge: Schlagt ihn tot)
- 1999: Der letzte Zeuge (Folge: Die Fliegen, die Maden, der Tod)
- 1999: Zwei Brüder (Folge: Gift)
- 1999: Siska (Folge: Hart am Abgrund)
- 1999: Die Cleveren (Folge: Die Ikone)
- 2002: Rosa Roth: Die Abrechnung
- 2002: Im Visier der Zielfahnder (Folge: Jagdsaison)
- 2004–2006: Blond: Eva Blond!
- 2005, 2006: Ein Fall für zwei (verschiedene Rollen, zwei Folgen)
- 2005: Ein starkes Team: Ihr letzter Kunde
- 2006: Die Kommissarin (Folge: Der letzte Ausweg)
- 2006: Die Märchenstunde (Folge: Der Froschkönig – Im Brunnen hört dich niemand schreien)
- 2006: SOKO Leipzig (Folge: Spiel auf Zeit)
- 2006–2011: Der Kriminalist
- 2008: Polizeiruf 110: Kellers Kind
- 2008: Polizeiruf 110: Eine Maria aus Stettin
- 2008: Tatort: Der glückliche Tod
- 2009: Lasko – Die Faust Gottes (Folge: Der Fluch)
- 2010: Ihr Auftrag, Pater Castell (Folge: Die Jesustafel)

### Studienarbeiten und Kurzfilme
- 1992: Leonce und Lena (Studienarbeit HFF Potsdam)
- 1994: Grünbaum (Studienarbeit HFF Potsdam)
- 2000: Ebene 9
- 2000: Die Aufschneider
- 2001: Das Fenster zum Park
- 2003: Die Kurve
- 2007: Bittersüsses Nichts
- 2007: Feindeszahn

## Audioproduktionen
- 1999: Abrahadabra, von Achim Koch (Hörspiel)
- 2002: Die Sonne scheint nicht für uns, von Léo Malet (Hörspiel)
- 2003: Die Fakultät, von Pablo de Santis (Hörspiel)